# Марешаль, Марион
Марио́н Мареша́ль (Ле Пен) (фр. Marion Maréchal (Le Pen), [ma.ʁjɔ̃.ma.ʁe.ʃal.lə'pɛn]; род. 10 декабря 1989; г. Сен-Жермен-ан-Ле, департамент Ивелин, Франция) — французский политик. Депутат Национального собрания Франции от правоконсервативной националистической партии Национальный фронт в 2012—2017 годах. Независимый депутат Европарламента в составе парламентарной группы ЕКР с 2024 года.

## Биография
До ноября 2012 года обучалась публичному праву в университете Пантеон-Ассас (основной правопреемник факультета права Парижского университета).
С 18 лет член Национального фронта (НФ).
В июне 2012 года была кандидатом в депутаты на выборах в законодательное собрание Франции в округе Воклюз и победила в первом туре, набрав 34,65 % голосов. 17 июня 2012 года выиграла во втором туре с 42,09 % голосов.
В возрасте 22 лет стала самым молодым членом парламента, членом комитета по иностранным делам и комиссии по делам культуры и образования. Член парламентских групп дружбы с Россией и Кот-д’Ивуаром. Вместе с Гилбертом Колларом стала одной из двух первых членов Национального фронта в законодательном органе Франции за 14 лет. Считается отличным оратором и перспективным политиком.
С июля 2012 года член Исполнительного комитета НФ.
Возглавляла список НФ на региональных выборах в регионе Прованс — Альпы — Лазурный Берег в декабре 2015 года. Список набрал в первом туре 40,55 % голосов, заняв первое место, однако во втором туре проиграла мэру Ниццы республиканцу К. Эстрози (26,5 % в первом туре), которого поддержали практически все прочие партии, включая социалистов — 45,22 % против 54,78 %. Однако НФ получил самый высокий результат в своей истории, завоевав 42 места из 123 в региональном собрании департамента Воклюз. Будучи избранной региональным советником, вступила в должность 18 декабря 2015 года и возглавила фракцию ФН.
10 мая 2017 года, после поражения Марин Ле Пен во втором туре президентских выборов, объявила о своём уходе из политики, мотивируя это желанием уделить больше внимания дочери и личной жизни.
В 2018 году основала Институт социальных, экономических и политических наук (ISSEP, высшее учебное заведение)и стала его исполнительным директором. В 2019 году анонсировала создание Центра анализа и прогноза с целью «возродить очень аморфные общественные дебаты» и возобновить «динамику, [которая] больше не исходит от политических партий, какими бы они ни были».

## Парламентская деятельность
Согласно правилам французской Национальной ассамблеи как независимый депутат имеет право запросов к правительству только каждую восьмую сессию, строго пользуется этим правом (за время депутатства подавала запросы по политике в отношении цыган; мошенничеству в области социального страхования; и «Трансатлантическому партнёрству», член постоянного комитета НА по делам культуры и образованию в 2012—2013 годах, член постоянного комитета по иностранным делам с 2013; входит в группы по культурному наследию, особенностям сельских районов, сланцевому газу. Член парламентских групп дружбы «Франция-Россия» и «Франция-Кот-д’Ивуар».
В декабре 2012 года приняла участие в международном парламентском форуме в Москве.
После речи премьер-министра М. Вальса, посвящённой расстрелу редакции Charlie Hebdo в январе 2015 года была единственным депутатом Национального собрания страны, кто не встал.
В январе 2017 года опрос показал, что 52 % сторонников Национального объединения ближе к идеям, поддерживаемым Марион Марешаль, чем к идеям, поддерживаемым иными лидерам партии (следующим по популярности был Флориан Филиппо — 29 %); это явление ещё более заметно среди молодежи в возрасте от 18 до 24 лет (66 % против 8 %).
9 мая 2017 года абсолютно неожиданно объявила, что отказывается от участия в выборах в парламент, которые были назначены на июнь (на них она признавалась фаворитом) и уходит из активной политики «по личным и политическим причинам», сославшись, в частности, на своё желание больше заботиться о дочери, желание открыть для себя мир бизнеса, и на разногласия с Флорианом Филиппо и Марин Ле Пен.

## Работа в ISSEP
В мае 2018 года участвовала в основании Института социальных, экономических и политических наук (ISSEP) в Лионе, нового высшего учебного заведения, генеральным директором которого стала. Целью его создания было провозглашено стремление сформировать новый правящий класс, сочетающий в себе высшую государственную службу и успех в бизнесе, одновременно интегрируя территориальные, человеческие и экологические проблемы. Был провозглашена его интеллектуальная автономия с приоритетом обучения над идеологиями, уважением интеллектуального плюрализма, поощрением дискуссий, инициативы, анализа и развития критического мышления. ISSEP обеспечивает как образование типа бизнес-школы, так и специализацию в областях политологии и общей культуры. В 2024 году в нём обучалось 500 студентов. В 2020 года ISSEP открыл офис в Мадриде, а в 2022 — филиал в Париже. М. Марешаль покинула руководство ISSEP в мае 2022 года, но сохранила роль в его активном международном партнёрстве.

## Деятельность после ухода из активной политики
Вместе с Найджелом Фаражем была единственной европейской персоной, выступившей на Американском консервативном конгрессе (CPAC) в феврале 2018 года. Она произнесла речь на английском языке, в которой заявила, в частности, что Франция, «старшая дочь католической церкви», находится в процессе «становления внучатой племянницы ислама».
В конце 2018 поддержала «Движение жёлтых жилетов», которое она назвала «популярным и абсолютно аполитичным». 22 января 2019 в выступлении в Оксфордском университете, восхваляла правый популизм и провела параллель между сторонниками Brexit в Великобритании и «желтыми жилетами» во Франции. Защищала «идентичную версию экологии, говоря, что признаёт себя „биоконсерватором“».
В апреле 2019 года участвовала в V Международном экономическом форуме в Ялте, где заявила, в частности, что форум «объединяет Крым со всем оставшимся миром» и раскритиковала санкции против России. «Санкции против России являются экономической чепухой, но также политической ошибкой в ущерб европейским народам». Тогда же заявила: «Я не проамериканская, я не прорусская, я — представитель Франции. Я выступаю как представитель независимой страны, которая суверенна на международной арене. Поэтому я сужу по фактам и по тому, что действительно есть… Я считаю, что крымский вопрос очень чувствителен для европейской политики. И во многом это из-за безответственности многих европейских политиков в высших эшелонах власти. Потому что существует пренебрежение международными правами. Например, на самоопределение народа — у кого-то есть это право, а у кого-то нет. Поэтому вопрос ответственности и международного права имеет большое значение.
…Я не хочу, чтобы Франция шла в курсе НАТО. Поэтому я приехала сюда, чтобы констатировать факты и рассказать о реальном положении вещей в Крыму.
И я не боюсь никаких санкций, потому что я из свободной страны. Я хочу, чтобы Франция всегда поддерживала эту роль связующего звена, этого равновесия между войной и миром. Это дипломатическая роль Франции, которая была на протяжении истории».
В октябре 2019 года официально заявила, что не намерена баллотироваться на президентских выборах 2022 года.
Весь 2019 год выступала за создание коалиции правых сил во главе с НО, говоря, что это может «привести к правительственной коалиции». С 2019 начала сотрудничество с праворадикальным журналистом Эриком Земмуром. При этом уточняла, что не хочет «возвращаться в лоно политической партии». При этом её отношения с Марин Ле Пен оставались напряженными: последняя следила за тем, чтобы новые депутаты НО не нанимали никого из близких её племяннице в качестве помощников депутатов парламента. В конце 2019 года популярное радио France Info включила её в пятёрку выдающихся личностей года.
С 2019 года не является членом НО. Летом 2020 года ряд её родственников и сторонников его линии (включая Николя Бе, были исключены из партийных органов НО или из списка кандидатов на выборах.
В сентябре 2021 года по приглашению Виктора Орбана приняла участие в демографическом саммите в Будапеште (Венгрия), в котором, в частности также участвовали Майк Пенс и Эрик Земмур. Произнесла там речь в защиту семьи, как «основной ячейки общества» и предсказала, что «если семья не будет защищена, не исключено, что через 60 лет Франция станет исламской республикой».

## Возвращение в политику и деятельность в «Реконкисте»
[[Fichier:Marion Maréchal & George Simion.jpg|ссылка=https://en.wikipedia.org/wiki/File:Marion_Mar%C3%A9chal_&_George_Simion.jpg%7Cмини%7CМаршал с лидером румынской партии AUR Джорджем Симионом, 20 марта 2025 г.]]
27 января 2022 заявила, что не поддержит в первом туре выборов кандидатуру Марин Ле Пен и рассматривает возможность возвращения в политику на парламентских выборах 2022 года от партии Эрика Земмура «Реконкиста», при этом уточнила, что не планирует вступать в партию.
На президентских выборах в 2022 активно поддержала Э. Земмура (официально объявила об этом 6 марта 2022), с которым у них много общего: оба выступают за союз правых, объединяющий «патриотически настроенную» буржуазию и рабочий класс (стратегия, которой враждебна Марин Ле Пен), осуждают «исламизацию» Франции и разделяют идентичность и либерально-консервативную линию. «Он тот, кого я хорошо знаю и кого ценю. Он интересный человек для публичных дебатов. Он собирается всех немного встряхнуть».

## В «Реконкисте»
19 апреля 2022 года объявила о своем членстве в партии «Реконкиста», и о своём назначении исполнительным вице-президентом партии вместе с Гийомом Пельтье и Николя Бе. Тогда же объявила, что не примет участия в парламентских выборах в июне 2022 года из-за беременности.
Возглавила партийный список «Реконкисты» на выборах в Европардамент 2024 года и была избрана депутатом. После объявления внеочередных парламентских выборов 10 июня провела от имени партии официальные переговоры с НО на предмет объединения усилий и координации действий на выборах. 11 июня, после нескольких туров обсуждений в штаб-квартире НО, М. Марешаль объявила, что партия Марин Ле Пен отказалась от соглашения с «Реконквестой» и что она сожалеет об «изменении позиции» и «внезапном и противоречивом решении» НО. Все три вице-президента партии (М. Марешаль, Г. Пельтье и Н. Бе), а также Лоран Трошю, представляющий четырёх из пяти новых депутатов «Реконкисты» в Европарламенте, призвали к «поддержке по всей Франции единых кандидатов коалиции правых», то есть избирательного союза с НО и «Республиканцами» Эрика Сьотти, в отличие от линии, поддерживавшийся Э. Земмуром. Э. Земмур заявил об их «предательстве» и объявил об их исключении из партии.

## Политические взгляды
Считается одним из лидеров правого крыла в партии и сторонником создания коалиции правых партий и движений. Считает, что «победоносная стратегия заключается в союзе консервативной буржуазии и рабочего класса». посредством «вопроса идентичности».
Предлагала и выносила на голосование законопроект о запрете однополых браков. Сторонник замены смертной казни «строго пожизненным» заключением. Сторонник секуляризма. Противник субсидирования центров планирования семьи, в отличие от лидера партии, своей родной тёти Марин Ле Пен. Сторонник снижения налогов на малый и средний бизнес.
Сторонник широкой практики референдумов на всех уровнях, считая их «прямыми средствами института демократии», введения пропорциональной системы выборов и представительства, и примата французских законов над законодательством Евросоюза. В то же время высказывает умеренные взгляды по поводу выхода Франции из зоны евро.
Категорически выступает против поставок оружия сирийским повстанцам, считая, что судьбу Сирии должен решать сирийский народ, а Западу не стоит брать на себя роль «мирового жандарма». Сторонник укрепления отношений с Россией («Я убеждена, что Франция и Россия взаимно заинтересованы в том, чтобы протянуть друг другу руку, потому что обе имеют великую традицию в уважении мирового равновесия и невмешательства»).
Является убеждённым евроскептиком и антиглобалистом. Выступает за реальный примат французской Конституции над европейскими договорами и выход из Евросоюза и НАТО.

«Франции следует выйти из состава НАТО, у которой больше нет причин для существования, как это было во времена его создания».

«Я росла в любви моей страны, каждую ошибку и каждый успех которой я принимаю на свой счёт. Как говорил Наполеон: от Жанны д’Арк до Робеспьера — беру всё. Я не защищаю консерватизм святош, а стою на стороне разумного традиционализма, потому что народ, который забывает своё прошлое, забывает и свои ошибки, и этим рискует снова их сделать».

«Нам необходимо выйти из Шенгенского пространства. Нужно остановить всасывающие насосы иммиграции, сохраняя нашу социальную модель для наших коренных жителей и прекратить то, что пользу из неё извлекают все и вся. Нужно прекратить систематическое и непомерное производство французов, происходящее без всяких условий, лишь по праву рождения на французской земле, которое создаёт невыносимые ситуации с иммиграцией… Нужно ужесточить условия приобретения и потери французского гражданства…
Мы тащимся на буксире у Европейского союза, а он сам получает указы от Вашингтона. Мы отказались от нашего собственного геостратегического взгляда. В результате мы видим, как набрали силу наиболее радикальные исламистские движения».

«…Нет независимых суверенных стран Европы, а есть огромная бюрократическая машина ЕС.
С выходом Великобритании из Европейского союза мы стали самой большой армией в Европе, поэтому мы сможем самостоятельно защищать свои интересы без обязательного такого дипломатического союза с другими странами в рамках ЕС».

В ходе скандала вокруг своего деда не поддержала его (особенно в крайних антисемитских высказываниях и мнении о нацистских газовых камерах как «небольшого эпизода» Второй мировой войны) и заявила о своих «принципиальных разногласиях» с ним.
В январе 2022 поддержала демонстрации против введения «прививочных паспортов» при Covid-19.
Является поклонницей Наполеона Бонапарта, однако указывает, что она не монархистка.
С 2024 года в качестве депутата Европарламента заняла более умеренную позицию, присоединившись к умеренно-консервативной парламентарной группе ЕКР. В ходе резолюций Марешаль проголосовала за экономическую и военную помощь Украине, осудила нарушения прав женщин в Афганистане, не признала избрание Николаса Мадуро президентом Венесуэлы и поддержала политических заключённых в Беларуси.

## Семья
Внучка Жан-Мари Ле Пена и племянница Марин Ле Пен. Её мать, Ианн Ле Пен, вторая дочка Жан-Мари Ле Пена, отец — Роже Ок (журналист, в 1987—1988 годах был в плену у «Хезболлы» в Ливане, с 2009-го — посол Франции в Эритрее); удочеривший отчим, которого она считает «настоящим отцом» — Самюэль Марешаль (в 1992—1999 — лидер молодёжной организации Национального фронта).
Два младших брата: Ромен (1993 г.р.) и Танги (1996 г.р.).
1-й муж (29 июля 2014 — 24 июня 2016) — Матье Декос (Matthieu Decosse), 1984 г.р., предприниматель, организатор мероприятий, глава агентства «Ça c’est Paris», политикой не интересуется. 24 июня 2016 года было объявлено об их разводе.
2-й муж (с 11 сентября 2021) — Винченцо Софо (Vincenzo Sofo), 1986 г.р., итальянский политик, член правых партий — сначала «Лиги Севера», затем «Братьев Италии», с 2020 депутат Европарламента.
Дочь Олимп родилась 3 сентября 2014 года, дочь Клотильда — 10 июня 2022 года.

## Разное
Хобби — езда на лошадях и на мотоцикле.
После ухода из активной политики, с 2018 года, опускает часть фамилии, «Ле Пен», предпочитая «Марион Марешаль».